# Gerhardus Knuttel
Gerhardus Knuttel (Delft, 8 december 1880 – Rijswijk, 22 februari 1961) was een Nederlands architect.

## Leven en werk
Knuttel was de zoon van Gerhardus Knuttel en Maria Schagen van Leeuwen. Knuttel sr. was scheikundig ingenieur en werkte bij de Nederlandsche Gist- en Spiritusfabriek in Delft. Op 14 juli 1910 trad Knuttel jr. in het huwelijk met Johanna Willemina Eckhardt.
Aan de TU in Delft studeerde Gerhardus Knuttel voor bouwkundig ingenieur. Tot 1940 was hij werkzaam als leraar aan de Academie van Beeldende Kunsten en de Middelbare Technische School voor Bouwkunde in Den Haag. Daarnaast werkte hij als architect, auteur en graficus. Als architect heeft hij onder meer de huidige rijksmonumenten Huize de Hondsrug in Haren en de villa aan de Dr. Nassaulaan 20 in Assen op zijn naam staan. Als auteur werd hij vooral bekend door het boek Bouwkunst: beknopte ontwikkelingsgeschiedenis van 3000 j. v. Chr. tot heden, waarvan de eerste druk in 1935 verscheen en de achtste (herziene) druk na zijn dood in 1962.

Gerhardus Knuttel was een broer van de neerlandicus en communist Jan Knuttel en een volle neef van zijn naamgenoot, museumdirecteur Gerhardus Knuttel Wzn.

## Galerij

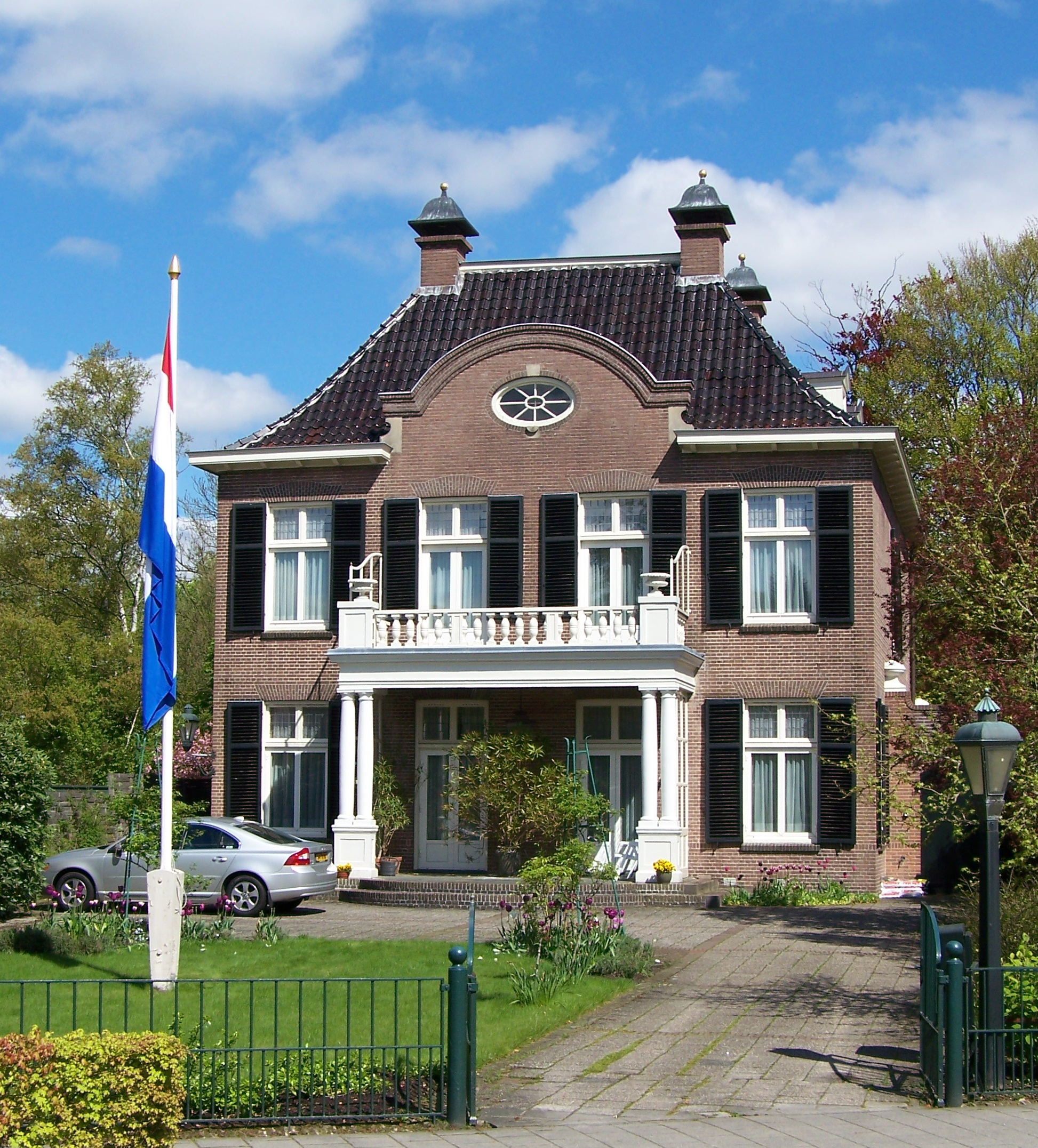
Dr. Nassaulaan 20 in Assen
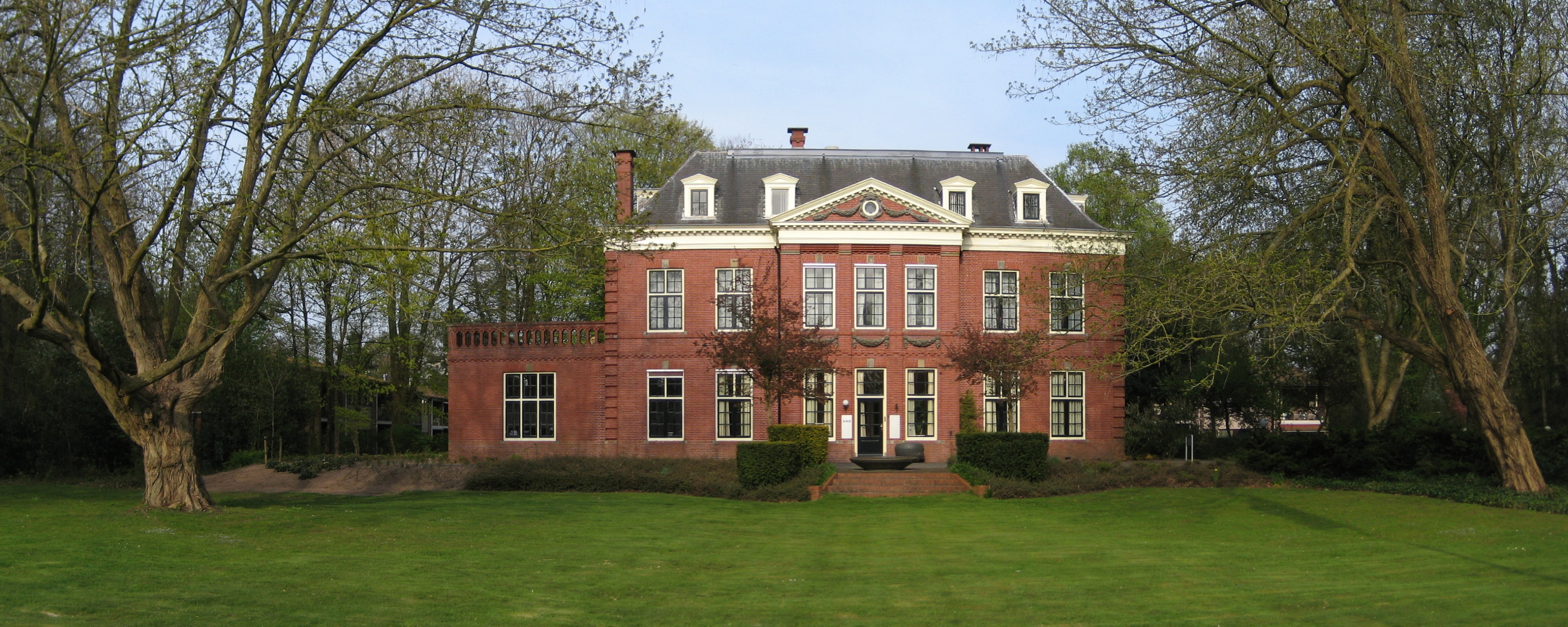
Huize de Hondsrug in Haren

## Publicaties (selectie)
- G. Knuttel en J. Kruger: Bouwkunst.  Beknopte ontwikkelingsgeschiedenis van 3000 j. v. Chr. tot heden. 9e druk. Amsterdam, Uitgeverij Paris, 1971. Geen ISBN
  - (Eerste druk als: G. Knuttel Jr.: Beknopte ontwikkelingsgeschiedenis der bouwkunst. Amsterdam, Uitgeverij Paris, 1935)
- G. Knuttel Jr: Theo van Hoytema. Den Haag, Van Stockum, 1953
- G. Knuttel Jr: Over Chineesche en Japansche kunst. Amsterdam, H.J. Paris, 1936
- G. Knuttel Jr: Japans aardewerk. 's-Gravenhage, W.P. van Stockum en Zoon, 1948

- Biografisch Portaal: 36140583
- Digitale Bibliotheek voor de Nederlandse Letteren: knut007
- Gemeinsame Normdatei: 116262699
- International Standard Name Identifier: 0000 0003 9298 7895
- Nederlandse Thesaurus van Auteursnamen: 067682952
- RKD-Nederlands Instituut voor Kunstgeschiedenis: 90480
- Virtual International Authority File: 287199650
- WorldCat: E39PBJjhyQF49RMRxwWcHBbrv3